# Murare

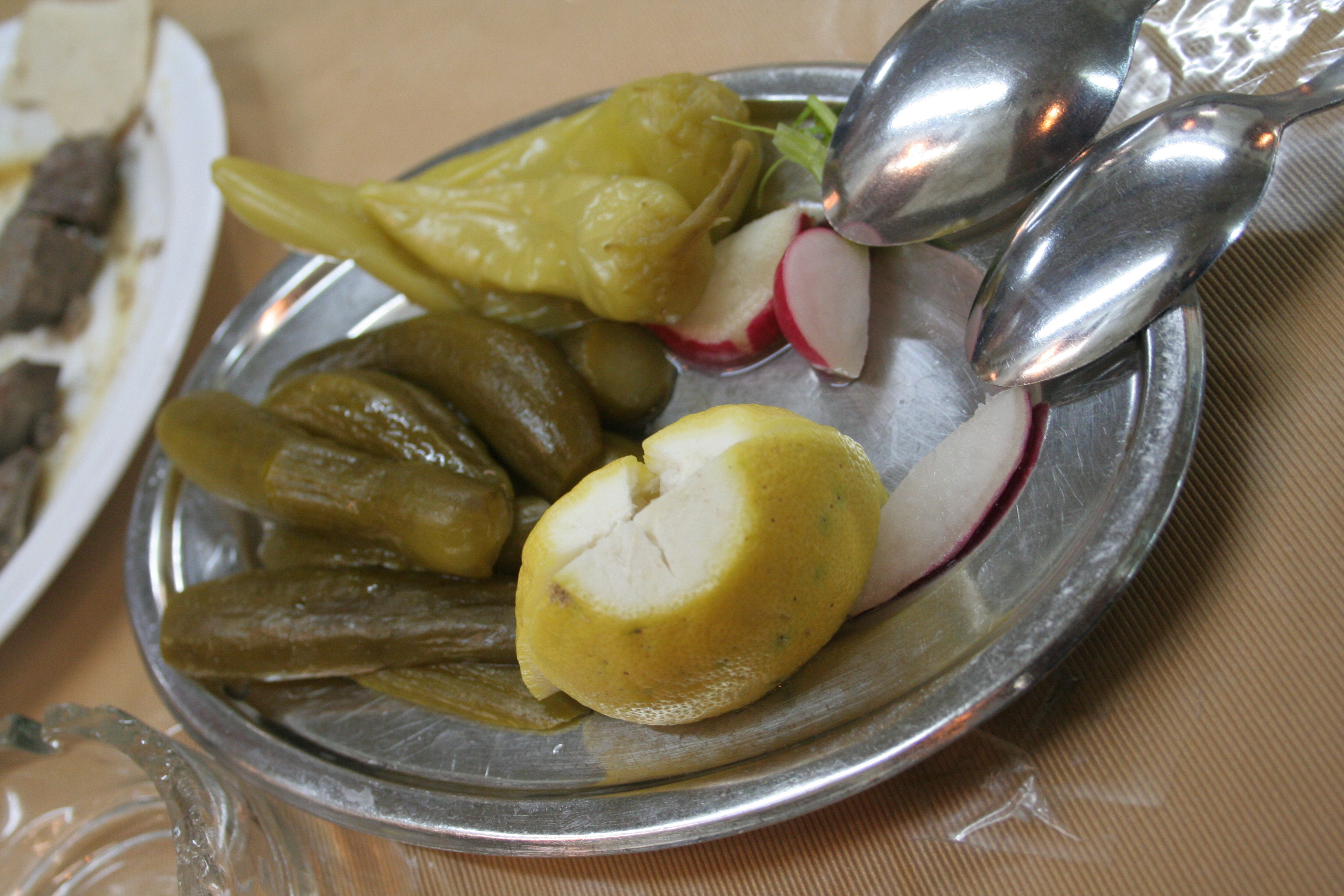
Murături din Siria

Murarea este păstrarea unor legume în saramură sau oțet în vederea acririi și conservării acestora. pH-ul soluției este de sub 4,6, suficient pentru a elimina majoritatea bacteriilor. La murat se pun castraveți, varză, tomate (gogonele), morcovi, conopidă, mere, pepeni și altele.
În mod tradițional, murăturile se fac pentru perioada de iarnă.